# 1488 Аура
1488 Аура (1488 Aura) — астероїд головного поясу, відкритий 15 грудня 1938 року.
Тіссеранів параметр щодо Юпітера — 3,204.